# Libyastus infestus
Libyastus infestus är en loppart som först beskrevs av Rothschild 1908.  Libyastus infestus ingår i släktet Libyastus och familjen fågelloppor. Inga underarter finns listade i Catalogue of Life.